# Cerkiew Ikony Matki Bożej „Pocieszycielka” w Moskwie (Biegowoj)
Cerkiew Ikony Matki Bożej „Pocieszycielka” – prawosławna cerkiew w Moskwie, w rejonie Biegowoj, w dekanacie Wszystkich Świętych eparchii moskiewskiej miejskiej Rosyjskiego Kościoła Prawosławnego. Wzniesiona jako cerkiew-pomnik pamięci generał-gubernatora moskiewskiego i wielkiego księcia Sergiusza Aleksandrowicza Romanowa.

## Historia
Inicjatorem budowy świątyni był rzeczywisty radca stanu I. Kolesnikow, członek honorowy Rosyjskiego Zebrania Monarchistycznego w Moskwie. Pragnął on w ten sposób upamiętnić osobę wielkiego księcia Sergiusza Aleksandrowicza Romanowa i jego śmierć z rąk eserowca Iwana Kalajewa. Cerkiew miała być równocześnie świątynią 1 Dońskiego pułku kozackiego księcia Suworowa oraz 1 brygady grenadierów hrabiego Briusa. Jako miejsce pod budowę wybrano Pole Chodyńskie, gdzie stacjonowały obydwie wymienione jednostki.
Kamień węgielny pod budowę cerkwi został położony 29 kwietnia 1907, w rocznicę urodzin wielkiego księcia Sergiusza. Uczestnicy ceremonii przeszli na miejsce budowy w uroczystej procesji z Kremla. Budowa trwała dwa lata, poświęcenie gotowej świątyni miało miejsce 5 kwietnia 1909.
Budynek przeznaczony był dla równoczesnego udziału 500 wiernych w nabożeństwie. Był bogato wyposażony. W świątyni znajdował się dwurzędowy marmurowy złocony ikonostas. Płaszczenicę dla świątyni zaprojektował Wiktor Wasniecow, a wyszyły ją mniszki z monasteru św. Aleksego w Moskwie. Malarz napisał również ikonę Ostatniej Wieczerzy, pozostałe wizerunki świętych wykonał ikonograf W. Gurjanow. W cerkwi znajdowały się tablice pamiątkowe ku czci rosyjskich urzędników i wojskowych (łącznie 1845 osób), którzy zginęli w czasie rewolucji 1905 r. Na tablicach zapisano także nazwiska osób innego wyznania niż prawosławne. Na jednym z łuków we wnętrzu budynku umieszczono inskrypcję „Nie ma większej miłości od tej, gdy kto duszę oddaje za przyjaciół swoich” (cs. Bolsze sieja lubwie niktoże imat’, da kto duszu swoju położyt za drugi swoja).
Przy cerkwi działała wspólnota sióstr miłosierdzia założona przez wdowę po wielkim księciu, Elżbietę Fiodorownę.
Świątynia pozostawała czynna do 1924, gdy została zamknięta przez władze radzieckie. Zniszczone zostały elementy typowe dla architektury sakralnej – kopuły oraz dzwonnica, wnętrze budynku zaadaptowano na potrzeby internatu, a następnie magazynu i zakładu „Sztandar Pracy”. W końcu lat 80. XX wieku pojawił się projekt całkowitej rozbiórki budynku, by na jej miejscu mógł znaleźć się plac dla maszyn przyjeżdżających do kostnicy przy Szpitalu Wotkińskim. Ostatecznie jednak do realizacji tych planów nie doszło, gdyż główny lekarz szpitala zasugerował zwrot obiektu prawosławnym i urządzenie pierwszej w ZSRR świątyni szpitalnej. Ostatecznie Rosyjski Kościół Prawosławny odzyskał obiekt w 1991.